# Grude
Grude escucharⓘ es una municipalidad y localidad de Bosnia y Herzegovina. Se encuentra en el cantón de Herzegovina Occidental, dentro del territorio de la Federación de Bosnia y Herzegovina. La capital de la municipalidad de Grude es la localidad homónima.

## Localidades
La municipalidad de Grude se encuentra subdividida en las siguientes localidades:
- Blaževići.
- Borajna.
- Donji Mamići.
- Dragičina.
- Drinovačko Brdo.
- Drinovci.
- Gorica.
- Grude (capital).
- Jabuka.
- Puteševica.
- Ružići.
- Sovići.
- Tihaljina.

## Demografía
En el año 2009 la población de la municipalidad de Grude era de 15 525 habitantes. La superficie del municipio es de 220.8 kilómetros cuadrados, con lo que la densidad de población era de 70 habitantes por kilómetro cuadrado.